# Traquées par les Japs
Pour plus de détails, voir Fiche technique et Distribution.
Traquées par les Japs (Seven Women from Hell) est un film de guerre dramatique sorti en 1961, réalisé par Robert D. Webb

## Synopsis
Quand les Japonais envahissent la Nouvelle-Guinée en 1942, Grace Ingram, une Australienne participant à une expédition scientifique, est capturée et emprisonnée dans un camp de femmes. Elle est dans la même baraque que six autres femmes : Janet Cook, une Américaine de moins de vingt ans, enceinte ; Ann Van Laer, une veuve allemande de caractère froid, mais sympathique ; Claire Oudry, une domestique française ; Mai-Lu Ferguson, une infirmière ; et deux autres Américaines, Mara Shepherd, riche et innocente, et Regan, une jeune femme à la voix douce.
Pendant un raid aérien, Janet accouche d'un enfant mort-né. Le capitaine Oda, relativement humain, meurt dans la même occasion. Le sergent Takahashi, son sadique assistant, prend alors le commandement du camp, mais le docteur Matsumo, un Japonais bienveillant, aide les femmes à s'évader.
Mara est reprise et torturée à mort. Claire et Regan sont tuées par des tirs. Les quatre survivantes rencontrent un pilote américain blessé, le lieutenant Bill Jackson, qui les aide à se diriger vers la plage, mais meurt avant d'y arriver. Un planteur, Luis Hullman, découvre les femmes, feint la bienveillance, et projette de les livrer aux Japonais. Mais les femmes ont vent de ses intentions, le tuent et s'échappent en bateau vers les lignes allées.

## Fiche technique
- Titre français : Traquées par les Japs ou Echappées de l'enfer jaune[2]
- Titre original anglais : Seven Women from Hell ou Womanhunt[2]
- Genre : film de guerre, drame
- Réalisation : Robert D. Webb
- Scénario : Jesse Lasky Jr., Pat Silver-Lasky
- Musique : Paul Dunlap
- Production : Harry Spalding pour Associated Producers (API)
- Photographie : Floyd Crosby
- Montage : Jodie Copelan
- Durée : 88 min
- Année de sortie : 1961
- Pays de production :  États-Unis
- Distribution aux États-Unis : 20th Century Fox
- Langue originale : anglais
- Budget : 300 000 $[3]
- Dates de sortie en salle :
  - États-Unis : octobre 1961
  - France : 14 septembre 1967[2]

## Distribution
- Patricia Owens : Grace Ingram
- Denise Darcel : Claire Oudry
- Cesar Romero : Luis Hullman
- John Kerr : Lt. Bill Jackson
- Margia Dean : Mara Shepherd
- Yvonne Craig : Janet Cook
- Pilar Seurat : Mai-Lu Ferguson
- Sylvia Daneel : Anna Van Laer
- Richard Loo : Sgt. Takahashi
- Evadne Baker : Regan
- Bob Okazaki : Capt. Oda
- Yuki Shimoda : Dr. Matsumo
- Lloyd Kino : garde violeur
- Kam Fong : garde

## À noter
- Le scénario du film est écrit par Jesse Lasky Jr. et sa femme, Pat Silver-Lasky pour Robert Lippert, qui s'entendait avec la Fox pour faire des films à petit budget[4].
- Le film a été tourné à Hawaï en juin 1961[5],[6].

## Crédit d'auteurs
- (en) Cet article est partiellement ou en totalité issu de l’article de Wikipédia en anglais intitulé « Seven Women from Hell » (voir la liste des auteurs).